# IMI Galil
IMI Galil je série útočných pušek vyráběných firmou Israel Weapon Industries. Měla sloužit jako protiváha pušek AK, které často používaly arabské státy. Byla vyvinuta z finské RK 62, která je odvozena ze známé sovětské AK-47. První kusy byly nasazeny v roce 1972. Je dodnes používán na Středním Východě, v Africe a Latinské Americe.

## Konstrukce

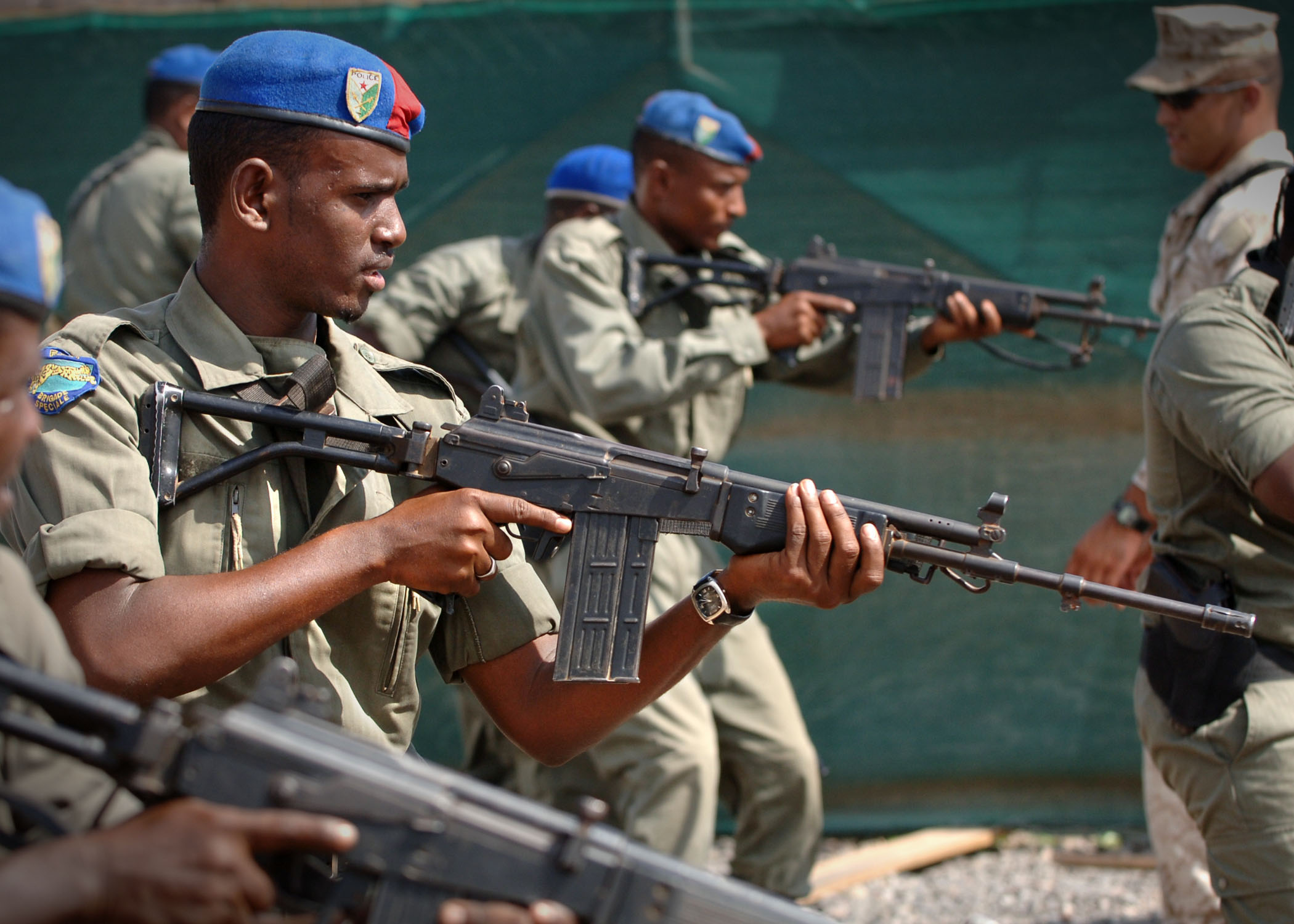
IMI Galil

Zbraň je zpracována na základě automatu Kalašnikov a má stejný systém mechanizmu, ale mnoha detaily se liší. Napínací páka závěru je umístěná na pravé straně, má však takový tvar, že lze natáhnout pravou i levou rukou. Pojistka-přepínač způsobu palby se nachází na pravé straně zbraně, ale může být ovládána i z levé strany pomocí páčky uložené nad pažbičkou.
Lehká kloubová dvojnožka, sklápěná do výřezu v předpažbí, může být použita k přestřihávání ostnatého drátu. Na ústí hlavně je kompenzátor, který zároveň umožňuje střelbu puškových granátů. Ve středové části je pohyblivá rukojeť sloužící k přenášení zbraně.
Dioptrické překlápěcí hledí určené pro střelbu na vzdálenosti do 300 a 500 m je umístěno v zadní části krytu pouzdra závěru. Muška se nachází na konci trubice pro odběr plynů z hlavně. Mířidla jsou vybavena pro střelbu za snížené viditelnosti světélkujícími tečkami.

## Varianty
Verze používající náboj 7,62 × 51 mm NATO jsou vyráběny pouze na export.
- Galil AR (Assault Rifle) - základní verze bez dvojnožky

- Galil ARM (Assault Rifle and Machine gun) - podpůrná verze se sklopnou dvojnožkou, těžkou hlavní a transportní rukojetí na horní části pouzdra závěru používaná jako lehký kulomet

- Galil SAR (Short Assault Rifle) - zkrácená verze AR

- Galil MAR (Micro Assault Rifle) - zkrácená verze SAR

- Galil Sniper - verze s dlouhou hlavní, zaměřovačem a sklopnou masivní pažbou

### Galil Sniper

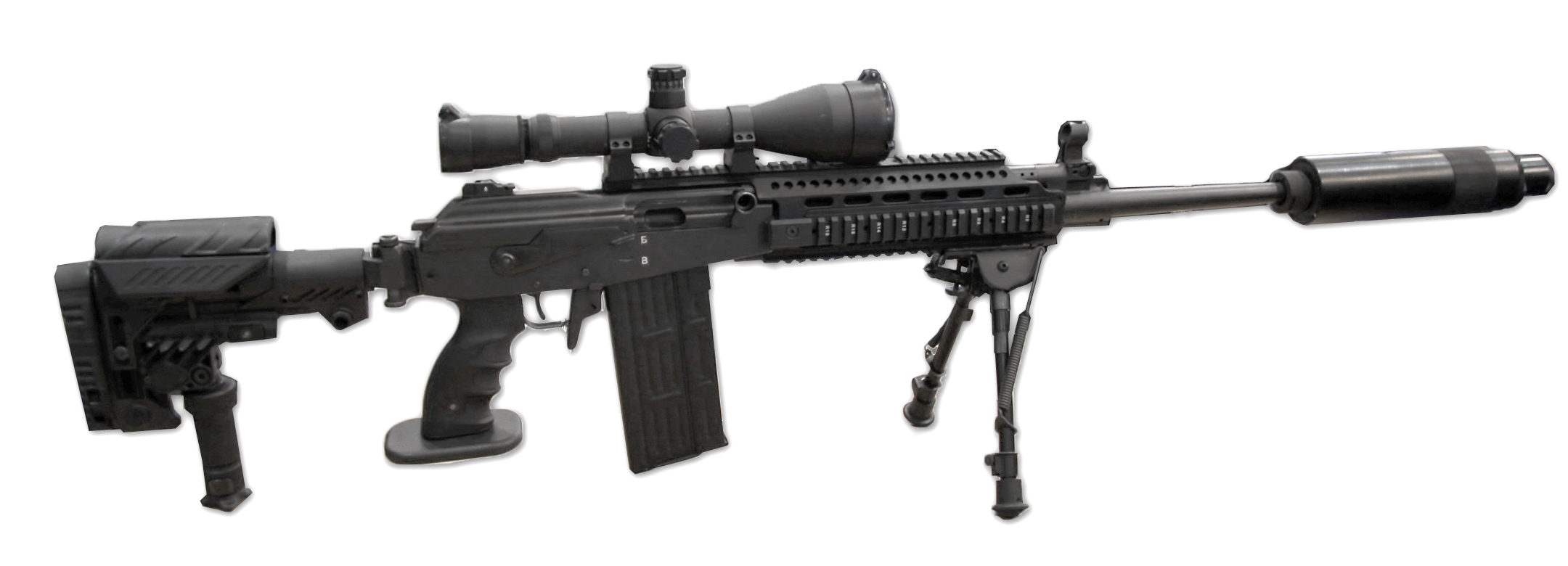
Galil Sniper

Galil Sniper je samonabíjecí odstřelovací puška vycházející z IMI Galil. Používá náboje 7,62 × 51 mm NATO a je vybavena těžkou hlavní s úsťovou brzdou. Sklopná masívní pažba má tlumicí botku a lícnici. Standardní optický zaměřovač Nimrod se šestinásobným zvětšením lze v případě potřeby nahradit optikou pro noční vidění. Schránkový zásobník na dvacet nábojů.
Tato odolná zbraň má s použitím dvojnožky uspokojivý rozptyl 30 cm na vzdálenost 600 metrů.

### Jiné varianty
- Magal: varianta pro izraelskou policii a další bezpečnostní sbory v ráži .30 Carbine.
- Golani: poloautomatická varianta pro civilní trh produkovaná americkou dceřinou firmou IWI US.
- IWI Galil ACE: rodina modernizovaného provedení útočných a bitevních pušek využívající moderní materiály a výrobní postupy, zahrnující modely v rážích 5,56 × 45 mm, 7,62 × 39 mm a 7,62 × 51 mm.

## Uživatelé
- Čad
- Konžská demokratická republika
- Dominikánská republika
- Džibutsko
- Salvador
- Estonsko
- Filipíny
- Guatemala
- Chile
- Indie
- Indonésie
- Itálie
- Izrael
- Kolumbie
- Kostarika
- Jižní Afrika (Vektor R4/R5/R6)
- Mexiko
- Mongolsko
- Myanmar (Barma)
- Nepál
- Nikaragua
- Peru
- Portugalsko
- Thajsko
- Tonga
- Ukrajina (licenční výroba Galilu Sniper jako Fort-301)[6]